# Список Героев Советского Союза (Кировская область)

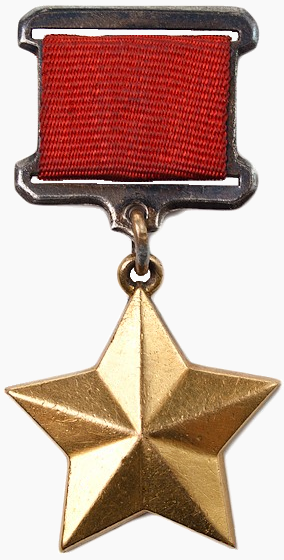
Медаль «Золотая Звезда» — вручалась Героям Советского Союза

В статье приводится список Героев Советского Союза, родившихся или живших в Кировской области. В скобках — год присвоения звания Героя Советского Союза.

## Дважды Герои Советского Союза
1. Конев, Иван Степанович (1944, 1945)
2. Савиных, Виктор Петрович (1981, 1985)

## Герои Советского Союза
1. Алфёров, Иван Прокопьевич (1944)
2. Алцыбеев, Василий Иванович (1943)
3. Анищенко, Александр Михайлович (1943)
4. Антипин, Михаил Иванович (1943)
5. Ардашев, Валентин Кузьмич (1944)
6. Ардышев, Павел Иванович (1945)
7. Банников, Борис Фёдорович (1943)
8. Баранов, Михаил Павлович (1944)
9. Бастраков, Арсентий Михайлович (1944)
10. Бахтин, Иван Павлович (1945)
11. Белов, Юрий Николаевич (1945)
12. Белопольский, Иван Павлович (1943)
13. Бердов, Дмитрий Михайлович (1944)
14. Березин, Семён Петрович (1940)
15. Бородулин, Сергей Дмитриевич (1945)
16. Бочариков, Максим Петрович (1945)
17. Бронников, Михаил Максимович (1944)
18. Булдаков, Михаил Григорьевич (1945)
19. Бураков, Василий Николаевич (1943)
20. Быков, Алексей Васильевич (1943)
21. Вавилов, Анатолий Георгиевич (1944)
22. Ваганов, Александр Дмитриевич (1943)
23. Васильев, Фёдор Васильевич (1943)
24. Вашляев, Геннадий Васильевич (1945)
25. Ведерников, Иван Анисимович (1943)
26. Вершинин, Константин Андреевич (1944)
27. Волков, Николай Николаевич (1945)
28. Воробьёв, Дмитрий Андреевич (1943)
29. Глебов, Виктор Сергеевич (1945)
30. Глушков, Николай Николаевич (1943)
31. Говоров, Леонид Александрович (1945)
32. Гребенёв, Аркадий Дмитриевич (1944)
33. Гребенёв, Аркадий Филимонович (1943)
34. Гридин, Вениамин Захарович (1944)
35. Грухин, Николай Фёдорович (1939)
36. Гудовских, Иван Лаврентьевич (1944)
37. Гуляев, Дмитрий Тимофеевич (1944)
38. Демидов, Александр Александрович (1944)
39. Дёмин, Николай Архипович (1945)
40. Долганов, Иван Иосифович (1945)
41. Домрачев, Александр Васильевич (1943)
42. Желваков, Иван Михайлович (1944)
43. Жилин, Александр Иванович (1944)
44. Жуков, Валентин Семёнович (1943)
45. Жуковский, Пётр Николаевич (1945)
46. Заболотский, Анатолий Иванович (1945)
47. Загайнов, Георгий Прокопьевич (1944)
48. Загребин, Степан Васильевич (1944)
49. Зарецких, Михаил Александрович (1945)
50. Захватаев, Никанор Дмитриевич (1945)
51. Заякин, Василий Васильевич (1945)
52. Зевахин, Валентин Сергеевич (1944)
53. Зевахин, Михаил Степанович (1944)
54. Земцов, Пётр Алексеевич (1945)
55. Золотарёв, Иван Фёдорович (1943)
56. Зонов, Николай Фёдорович (1943)
57. Исупов, Николай Антонович (1943)
58. Казаков, Александр Ильич (1954)
59. Калинин, Александр Андреевич (1942)
60. Калинин, Василий Фёдорович (1945)
61. Калинин, Иван Николаевич (1944)
62. Карачев, Пётр Андрианович (1943)
63. Кардашин, Алексей Владимирович (1945)
64. Карташев, Константин Яковлевич (1945)
65. Квашнин, Александр Петрович (1945)
66. Кислицын, Алексей Никитович (1944)
67. Клюкин, Василий Степанович (1940)
68. Князев, Николай Иванович (1945)
69. Ковальчик, Станислав Михайлович (1945)
70. Колесниченко, Михаил Федотович (1943)
71. Колодий, Иван Михайлович (1943)
72. Колодин, Андрей Иванович (1945)
73. Косолапов, Виктор Фёдорович (1943)
74. Костерин, Семён Петрович (1944)
75. Костин, Иван Дмитриевич (1945)
76. Костин, Фёдор Алексеевич (1945)
77. Костицын, Егор Дмитриевич (1945)
78. Костылев, Александр Николаевич (1940)
79. Кощеев, Павел Григорьевич (1945)
80. Краев, Владимир Павлович (1944)
81. Краснокутский, Константин Архипович (1945)
82. Крестьянинов, Пётр Константинович (1944)
83. Крутиков, Иван Иванович (1945)
84. Кряжев, Василий Ильич (1945)
85. Кудрин, Владимир Трофимович (1945)
86. Кудрин, Дмитрий Феопемтович (1943)
87. Кузнецов, Михаил Михайлович (1945) ???
88. Кузнецов, Степан Матвеевич (1945)
89. Кузьминых, Иван Ильич (1943)
90. Кукин, Аркадий Петрович (1945)
91. Кустов, Фёдор Михайлович (1944)
92. Кырчанов, Михаил Семёнович (1943)
93. Лаптев, Михаил Яковлевич (1943)
94. Леушин, Дмитрий Сидорович (1945)
95. Лимонов, Илья Дмитриевич (1943)
96. Лобачёв, Аркадий Филиппович (1944)
97. Лобов, Алексей Петрович (1944)
98. Логинов, Александр Борисович (1945)
99. Ложкин, Константин Васильевич (1945)
100. Лопатин, Борис Васильевич (1944)
101. Лыхин, Сергей Егорович (1944)
102. Лычаков, Степан Александрович (1943)
103. Любов, Михаил Фёдорович (1943)
104. Макаров, Василий Иосифович (1945)
105. Макеров, Леонид Николаевич (1945)
106. Максименко, Владимир Александрович (1944)
107. Малков, Георгий Александрович (1943)
108. Мальков, Дмитрий Кузьмич (1944)
109. Мамаев, Николай Матвеевич (1943)
110. Мариинский, Евгений Пахомович (1945)
111. Маркин, Иосиф Борисович (1945)
112. Масленников, Николай Петрович (1945)
113. Матвеев, Владимир Сергеевич (1945)
114. Медведев, Александр Егорович (1943)
115. Мельников, Анатолий Иванович (1945)
116. Меньшиков, Анатолий Андреевич (1945)
117. Милютин, Андрей Степанович (1946)
118. Михалицын, Пётр Тихонович (1940)
119. Мозжерин, Степан Фёдорович (1945)
120. Мошкин, Александр Иванович (1944)
121. Мягчилов, Анатолий Григорьевич (1944)
122. Назаров, Алексей Прокопьевич (1943)
123. Наумов, Николай Александрович (1942)
124. Незнакин, Алексей Тарасович (1945)
125. Никулин, Дмитрий Егорович (1944)
126. Новосёлов, Кузьма Васильевич (1945)
127. Норкин, Иван Андреевич (1944)
128. Норсеев, Вячеслав Александрович (1945)
129. Обелов, Лев Васильевич (1945)
130. Обухов, Николай Феоктистович (1941)
131. Одегов, Леонид Яковлевич (1944)
132. Ожиганов, Илья Алексеевич (1943)
133. Онучин, Михаил Васильевич (1943)
134. Опалев, Алексей Константинович (1944)
135. Опалёв, Владимир Никифорович (1944)
136. Опарин, Александр Яковлевич (1982)
137. Падерин, Яков Николаевич (1942)
138. Пайков, Александр Николаевич (1945)
139. Патрушев, Иван Александрович (1945)
140. Петров Александр Павлович (1944)
141. Плешков, Пётр Антонович (1943)
142. Погодин, Николай Кузьмич (1944)
143. Поспелов, Павел Прохорович (1944)
144. Прокашев, Анатолий Фёдорович (1945)
145. Путинцев, Иван Никандрович (1944)
146. Разумов, Александр Кириллович (1945)
147. Распопин, Пётр Фёдорович (1940)
148. Ратов, Андрей Иванович (1943)
149. Резвых, Леонид Степанович (1945)
150. Репин, Степан Спиридонович (1944)
151. Репсон, Альберт Густавович (1945)
152. Рогожников, Андрей Михайлович (1945)
153. Рогожников, Николай Алексеевич (1945)
154. Родыгин, Пётр Андреевич (1945)
155. Рожнев, Николай Михайлович (1944)
156. Рокин, Лавр Иванович (1945)
157. Росляков, Анатолий Яковлевич (1944)
158. Россохин, Борис Гаврилович (1945)
159. Русских, Пётр Егорович (1945)
160. Рухлядьев, Александр Игнатьевич (1945)
161. Рылов, Валерий Дмитриевич (1944)
162. Рязанцев, Александр Иванович (1945)
163. Ряпосов, Николай Иванович (1945)
164. Сабиров, Файздрахман Ахмедзянович (1945)
165. Садаков, Павел Сергеевич (1945)
166. Самоделкин, Виктор Михайлович (1946)
167. Селезнёв, Анатолий Петрович (1945)[1]
168. Серебров, Александр Александрович (1982)
169. Серёгин, Василий Георгиевич (1948)[2]
170. Скобелев, Иван Алексеевич (1945)[3]
171. Скопин, Павел Алексеевич (1939)
172. Скрябин, Василий Александрович (1946)[4]
173. Сластихин, Алексей Иванович (1943)[5]
174. Соболев, Виталий Максимович (1944)[6]
175. Созинов, Владимир Петрович (1944)[7]
176. Соколов, Сергей Леонидович (1980)
177. Соловьёв, Михаил Васильевич (1946)
178. Стробыкин-Юхвит, Николай Николаевич (1946)
179. Суворов, Александр Иванович (1939)
180. Суровцев, Борис Николаевич (1943)[8]
181. Суровцев, Пётр Дмитриевич (1944)[9]
182. Сысолятин, Василий Андреевич (1943)[10]
183. Тарасов, Николай Арсентьевич (1945)
184. Тебеньков, Анатолий Никифорович (1945)
185. Тестов, Николай Степанович (1944)
186. Тимшин, Павел Григорьевич (1945)[11]
187. Титлин, Иван Павлович (1944)
188. Тотмянин, Дмитрий Филиппович (1944)[12]
189. Тырыкин, Николай Степанович (1944)[13]
190. Удов, Степан Иванович (1945)
191. Урванцев, Яков Ерофеевич (1943)
192. Усанов, Валентин Александрович (1945)
193. Устинов, Иван Тимофеевич (1943)
194. Фокин, Андрей Петрович (1945)
195. Фоминых, Николай Фёдорович (1944)[14]
196. Ханжин, Павел Семёнович (1943)
197. Хвастанцев, Михаил Поликарпович (1942)
198. Хитрин, Василий Алексеевич (1941)[15]
199. Храмцов, Сергей Васильевич (1945)[16]
200. Цылёв, Павел Николаевич (1944)
201. Чернов, Павел Михайлович (1943)
202. Черных, Иван Сергеевич (1942)
203. Чирков, Семён Николаевич (1945)[17]
204. Шатов, Михаил Григорьевич (1945)
205. Шестаков, Алексей Андреевич (1945)
206. Шипицын, Василий Алексеевич (1945)
207. Шипицын, Михаил Дмитриевич (1945)[18]
208. Широких, Валентин Иванович (1946)[19]
209. Широнин, Пётр Николаевич (1943)
210. Шихов, Александр Никитович (1944)
211. Шихов, Павел Андреевич (1945)[20]
212. Шишкин, Василий Михайлович (1945)
213. Шишмаков, Илья Николаевич (1945)
214. Шмырин, Фёдор Сергеевич (1946)
215. Шубников, Александр Павлович (1945)
216. Шутов, Пётр Иванович (1945)
217. Юдин, Павел Капитонович (1944)
218. Якурнов, Иван Федотович (1944)